# Ringsonnenuhr
Der Begriff Ringsonnenuhr wird mehrfach benutzt:
- Meistens ist die tragbare Ringsonnenuhr in Form einer ringförmigen Äquatorialsonnenuhr, aber mit einstellbarem Nodus anstelle eines Polstabs gemeint.
- Eine ringförmige Äquatorialsonnenuhr mit Skala auf einem Ring anstatt auf einer Ebene wird auch kurz   Ringsonnenuhr genannt.
- Auch der Bauernring wird mitunter auch als  einfache Ringsonnenuhr bezeichnet.[1] Es gibt Bauernringe, die nur die Größe eines Fingerrings haben, was ein weiterer Grund sein kann, ihn Ringsonnenuhr zu nennen.

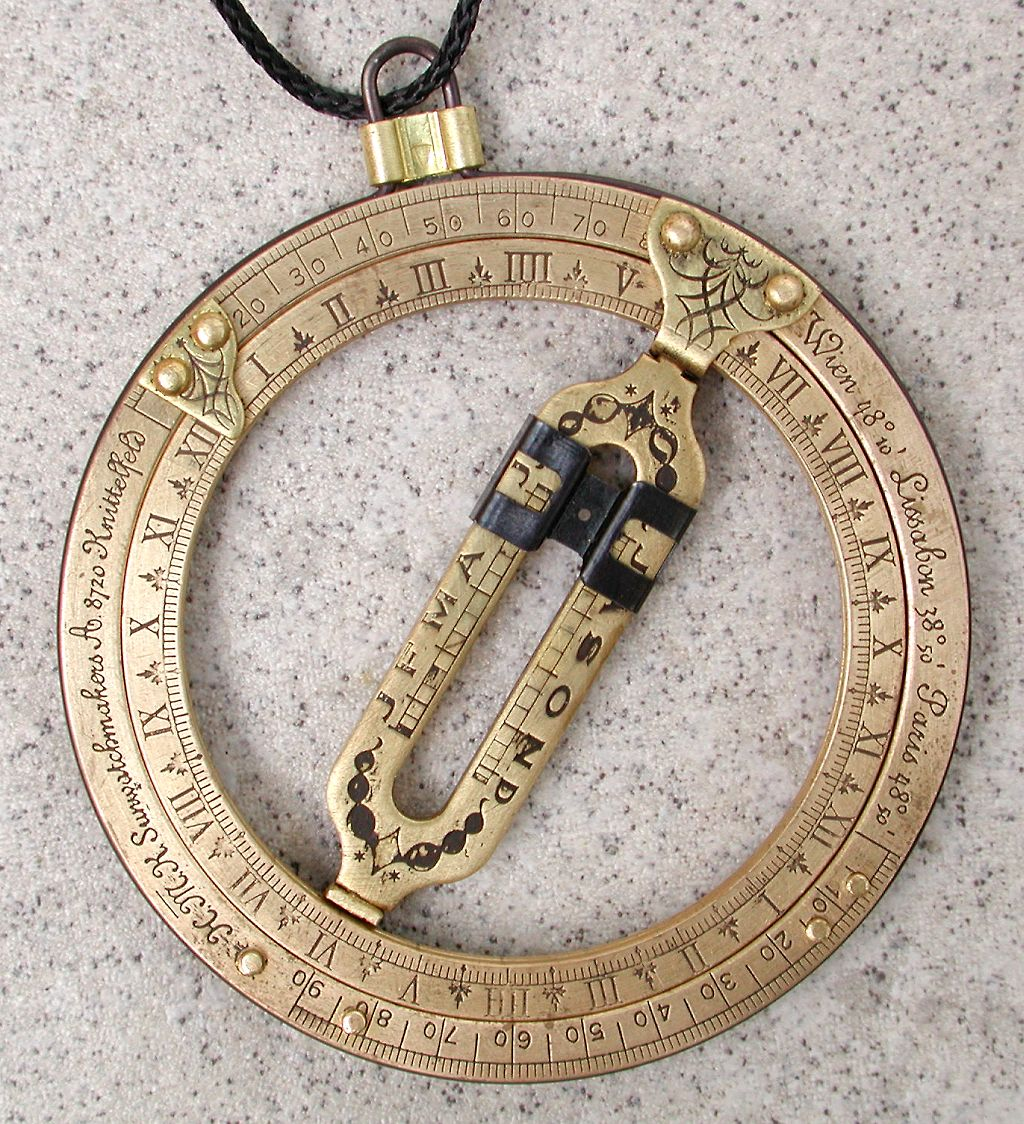
tragbare Ringsonnenuhr, zusammengeklappt
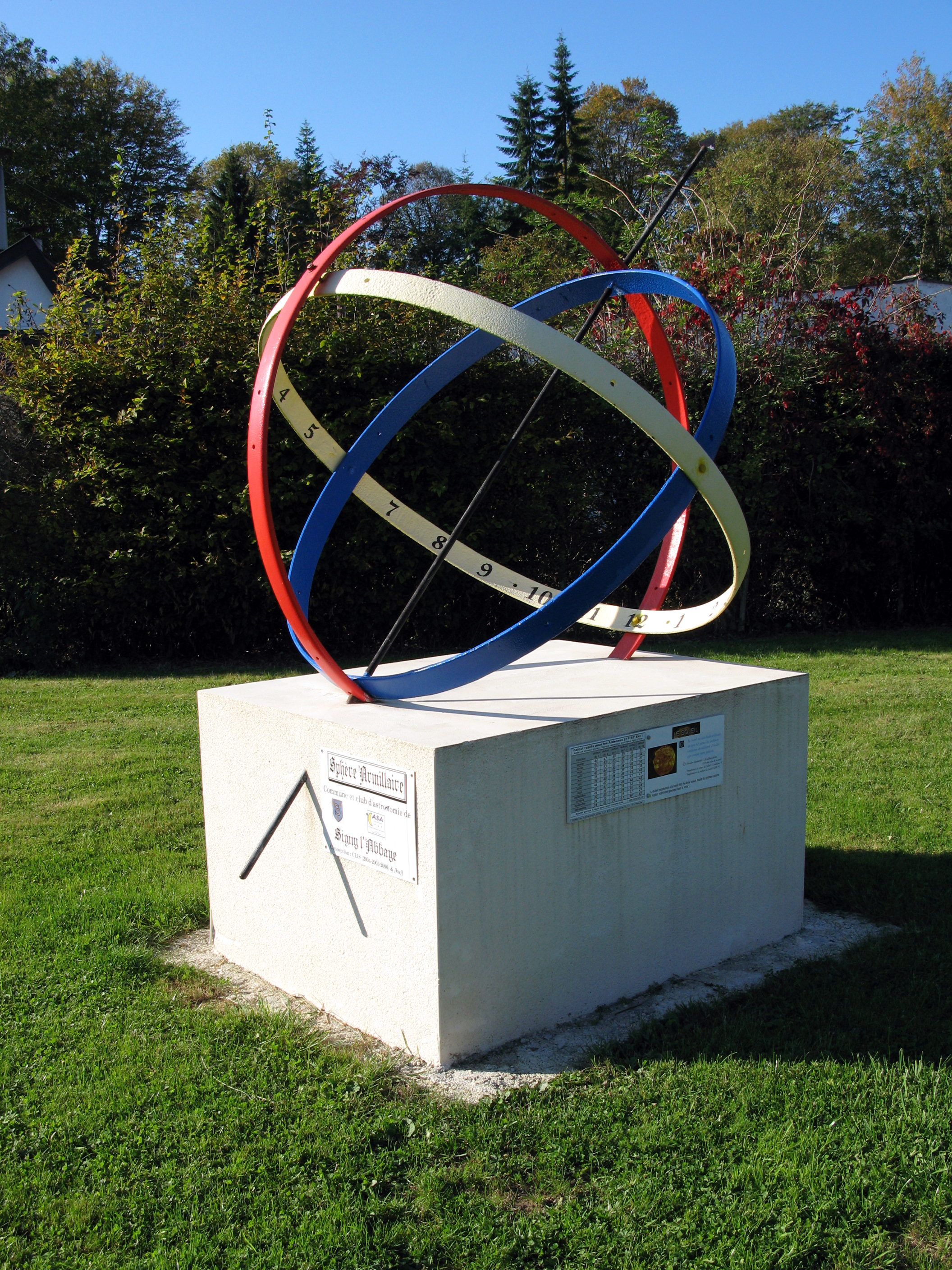
Äquatoriale Ringsonnenuhr
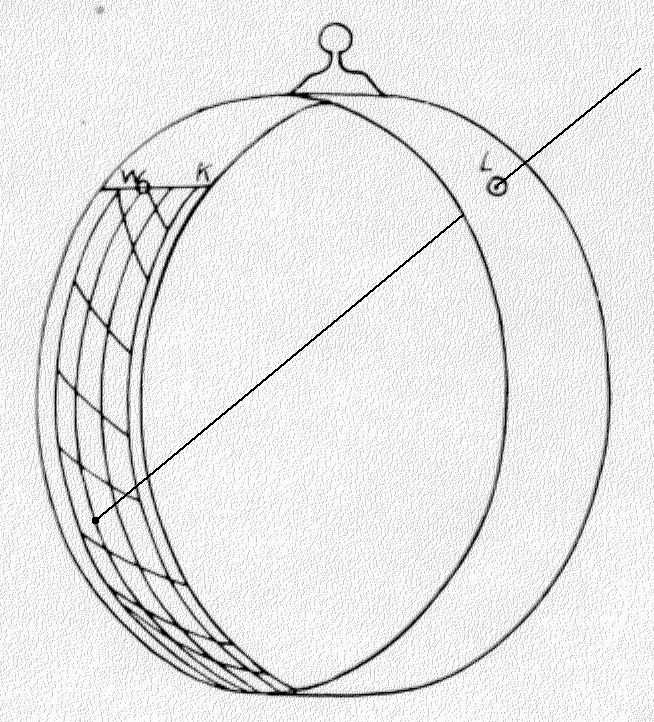
Bauernring

## Die tragbare Ringsonnenuhr

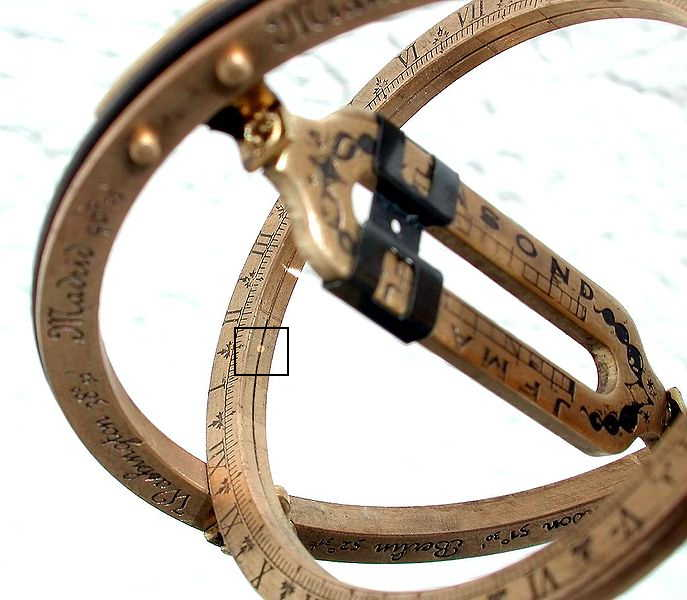
Ringsonnenuhr im Gebrauch, Lichtfleck zwischen I und II Uhr (Wahre Ortszeit), Jahres-Datum: etwa Sommersonnenwende

Die tragbare Ringsonnenuhr ähnelt im aufgeklappten Gebrauchszustand einer ortsfesten ringförmigen Äquatorialsonnenuhr. Sie hat die Form einer auf zwei Ringe reduzierten Armillarsphäre. Im Unterschied zur Äquatorialsonnenuhr hat sie aber anstatt eines Polstabes einen Nodus und funktioniert als Höhensonnenuhr. Dieser wird auf der Polachse in Abhängigkeit von der Deklination der Sonne (Jahresdatum) eingestellt und ist meistens lochförmig gestaltet. 

### Funktionsprinzip
Bei der Funktion als Höhensonnenuhr ist nicht wie sonst die Höhe der Sonne über dem Horizont, sondern ihr Höhenwinkel über dem Himmelsäquator gemeint.  Dieser Winkel  ist identisch mit dem Deklinationswinkel der Sonne, der sich praktisch über den Tag nicht ändert. Der äquatoriale Skalenring repräsentiert den Himmelsäquator, der richtig eingestellte Nodus die Sonne. Damit der Sonnenstrahl auf den Äquatorring fällt, ist dieser zusammen mit der Ringsonnenuhr um die vertikale Achse zu drehen.  Der Strahl fällt auf die Marke, die die Tageszeit angibt. Gleichzeitig ist die Sonnenuhr „eingenordet“, könnte als Orts-feste Äquatorialsonnenuhr fixiert werden. Der äußere Ring befindet sich in der Ebene des Himmelsmeridians. 
Da es außer am  Wahren Mittag zwei Möglichkeiten gibt, dass der Lichtfleck auf den Skalenring fällt, muss man wissen, ob Vor- oder Nachmittag ist. Die Uhr wird am schnellsten richtig benutzt, wenn man darauf achtet, dass der Lichtfleck am Vormittag nach rechts (die Uhr so betrachtend, dass man entlang des Kulissenstabes von oben nach unten schaut), am Nachmittag nach links fällt. Um die Mittagszeit trifft der Lichtfleck den Skalenring nur schleifend. Die Messgenauigkeit ist jetzt am geringsten: Fehler etwa ± 5 Minuten. Am Wahren Mittag selbst ist wegen Schattenwurfs des äußeren Rings kein Ablesen möglich. An den Tagundnachtgleichen gibt es keinen Lichtfleck, weil der Skalenring Schatten wirft.

### Gebrauch
- Die geographische Breite des Gebrauchs-Ortes wird am äußeren Ring eingestellt, indem die Aufhänge-Öse auf den entsprechenden Breiten-Wert verschoben wird.
- Der Loch-Schieber wird im Kulissenstab auf das Jahres-Datum gestellt.
- Die frei hängend gehaltene Sonnenuhr wird horizontal gedreht, bis das Sonnenlicht durch das Loch auf die Linie auf der Innenfläches des inneren Rings  (Skalenring) fällt (beachten, ob Vor- oder Nachmittag ist). Der Kulissenstab ist um seine Achse drehbar, so dass immer für einen vollen Lichtfleck gesorgt werden kann.
- Beim Lichtfleck wird von der Stunden-Skala die Wahre Ortszeit abgelesen.